# سحلية دومورغ ذات الأصابع الجانبية
سحلية دوميرج ذات الأصابع الجانبية (الاسم العلمي: Acanthodactylus spinicauda)، والمعروفة أيضًا باسمِ سحلية دوميرغي ذات الأصابع الجانبية هي نوع من السحالي في فصيلة السحالي الحقيقيّة. 

## النطاق الجغرافي
تم العثور على سحليّة دومورغ ذات الأصابع الجانبيّة في الجزائر.

## الموطن
الموائل الطبيعية لنبات سحليّة دومورغ ذات الأصابع الجانبيّة هي أماكن رملية صخرية ومسطحة.

## التكاثر
سحليّة دومورغ ذات الأصابع الجانبيّة بيوضيّة ومتوسط حجم التبييض هو 8 بيضات.

## حالة الحفظ
تُعتبر سحليّة دومورغ ذات الأصابع الجانبيّة من الأنواع المهددة بالانقراض بسببِ النطاق الجغرافي الصغير والتوزيع المجزأ داخل هذا النطاق وفقدان الموائل. تم جمع الأنواع لأول مرة في عام 1901. بعد أكثر من قرن من الزمان لم يتم اكتشاف أي فرد مرة أخرى حتى وقت قريب في عام 2015، تم اكتشاف فرد جديد بواسطة فريق علم الحيوان الجزائري (D.Boalem، 2016).